# 星川修
星川 修（ほしかわ おさむ）は、日本の起業家、社会貢献活動家。
フリースクール、住宅困難者支援、不動産コンサルティングなど、自身の人生経験を活かしさまざまな活動を行う。

## 来歴

### 生い立ち
沖縄県に生まれる。9歳から施設に入り、他の生徒とは異なり思うように勉強ができなくなり学校に通わなくなってしまう。
学校の勉強をおろそかにしていたので、当時名前を書くだけで合格できると言われていた神奈川県立柿生西高等学校（現 神奈川県立麻生総合高等学校）に入学。卒業を後、ナイトワークなど様々なアルバイトを経験する。

### ナイトワーカーとして全国を転々とする日々
フリーターとしてさまざまな職種を経験しながら、全国各地を転々とする。40代にさしかかった頃、これまでの半生を振り返り、社会の役に立ちたいと思うとともに、「勉強をしておけばよかった」と強く思うようになる。その頃気前よく接してくれたお客さんから「これからの時代は真面目な人が活躍する時代だ」と言われたことをきっかけに、自分が何ができるかを考え始める。

### 不動産会社の社長就任
知人の紹介で不動産会社に入社。人柄を買われ数年後には営業本部長として会社を支える。しかし、入社後まもなく会社が傾き始める。しばらくすると、いよいよ社内の様子がおかしくなり、どうにかしないとならないと思っていたところに、社長が夜逃げをしてしまう。社員が残っていなかったことから、星川自身が社長代行を担当。給料未払いの社員を1人でも多く引き留めるため、誠心誠意の対応を心がけ倒産の危機を回避する。

### 学習塾〜フリースクールの開校
不動産業を成り立たせていくことの難しさを感じていた星川は、このままではビジネスが成り立たなくなる」という危機意識を持ち始める。何ができるか考えている中、自分ができなかったことを考え学習塾を開校。
東日本大震災が発生。知人を助けるため石巻市にボランティアとして入った際に、「震災孤児の子が不登校になってしまうが、受け入れ先がない」という話を聞き、どのような生徒でも受け入れが可能なフリースクール開校を検討する。

### 住宅困難支援　アルバスjapan LLCの設立
学習塾、フリースクールでの経験を経て、子どもをフリースクールにも通わせることができない親の存在に気づく。2016年相模原障がい者施設殺傷事件が発生。当時の市長加山俊夫氏が話した「この地を悲しい場所にしたくない」という話を受けて、住宅困難支援を提案し、アルバスjapan LLCを設立する。

## エピソード
フリースクールの補助金が出なかった頃はボランティア主体で運営を実施。

## 交友関係
不動産業、フリースクール等をきっかけに、地元県議員、弁護士等の交友がある。

## 外部へリンク
- アルバスjapan LLC
- ビジネスDr.星川（@business.dr.hosikawa）-Instagram

| スタブアイコン | サブスタブ | この項目は、まだ閲覧者の調べものの参照としては役立たない、人物に関連した書きかけの項目です。この項目を加筆・訂正などしてくださる協力者を求めています（P:人物伝/PJ:人物伝）。 |